# دیگو مارتینز باریو
دیگو مارتینز باریو (انگلیسی: Diego Martínez Barrio؛ ۲۵ نوامبر ۱۸۸۳ – ۱ ژانویهٔ ۱۹۶۲) یک سیاست‌مدار اهل اسپانیا بود.